# James McTeigue
James McTeigue, född 29 december 1967 i Sydney, är en australisk regissör och regiassistent av filmer. Han började i filmbranschen under 1980-talet, men hans regidebut kom först med filmen V för Vendetta.

## Filmografi (urval)
- 2018 – Breaking In (regi)
- 2015 – Survivor (regi)
- 2012 – The Raven (regi)
- 2009 – Ninja Assassin (regi)
- 2005 – V för Vendetta (regi)